# 野添貴裕
野添 貴裕（のぞえ たかひろ、1972年10月18日-）は、大阪府出身の元競艇選手。弟子は岡村仁（登録4311）、上條嘉嗣（登録4514）・上條暢嵩（登録4719）兄弟。

## 来歴
本栖研修所をリーグ戦勝率7.07（69期リーグ勝率第1位）の成績で卒業。1991年11月7日に地元住之江競艇場にてデビュー。
1999年3月2日丸亀競艇場で開催されたGIモーターボート大賞でGI初優勝。
2021年10月24日、尼崎競艇場でのレースを最後に、股関節の難病を理由として10月27日付で登録消除手続きを行って引退。通算成績は優勝44回（うち2回はGⅠ）、通算勝利は6648戦1857勝。
引退後は住之江競艇場「アクアライブステーション」・日本レジャーチャンネルの配信番組などで解説者を務める。

## エピソード
- 同期には田中信一郎、太田和美、三嶌誠司、仲口博崇、山本浩次など数多くのSG・GI覇者を輩出しており「華の69期」と呼ばれている。特に太田・田中とは同じ大阪支部所属だったことから、普段の練習から常に行動を共にしており[3]、「どの乗艇姿勢が一番フィットするか」というところまで3人で研究を重ねていた[3]。 自身が難病を患ったことも最初に2人に相談したと話す[3]。
- 1年後輩の山崎智也とも仲が良い。山崎の引退発表直後には山崎の住む群馬まで駆けつけている[4]。
- 自身のInstagramにてカラオケの様子を配信することがある。
- 自身のyoutubeチャンネルを開設しており、山崎智也とのフリートークやオンラインホラーゲームの実況配信をアップしている。
- 40台後半にして孫がいる[5]。
- 酒は基本的に飲めない（アルコールが入るとすぐ寝落ちしてしまう[6]）。現役時代大阪支部の飲み会があると、いつもテーブルの下で田中信一郎とジョッキを交換していたため、田中が毎回酔いつぶれていた[7]。

## 戦績
- 出走回数：6648回
- 1着回数：1857回
- 優出回数：237回
- 優勝回数：44回
- SG優勝回数：0回
- SG優出回数：0回
- SG出走回数：39回
- G1優勝回数：2回
- G1優出回数：7回
- G1出走回数：1074回
- フライング(F)回数：44回
- 出遅れ(L)回数：2回
- 通算勝率：6.44
- 2連対率：48.19
- 3連対率：64.53
- 生涯獲得賞金：754,982,133円

- 1999年3月2日 GIモーターボート大賞（丸亀競艇場）
- 2018年2月19日 GI第61回近畿地区選手権（びわこ競艇場）